# Rock Steady (canción de All Saints)
«Rock Steady» es una canción interpretada por el grupo británico-canadiense All Saints, perteneciente a su tercer álbum de estudio, Studio 1 (2006). Fue escrita por Shaznay Lewis, miembro del grupo, en colaboración con el productor Greg Kurstin, y publicada por el sello Parlophone el 6 de noviembre de 2006. All Saints colaboró con Kurstin en varias canciones; siendo seis elegidas para el álbum. Rock Steady se publicó como primer sencillo del mismo. La canción contiene destacadas características musicales de 2 tonos, dance-pop, reggae fusión, rocksteady y ska. La letra está influenciada por la personalidad de los propios miembros del grupo.
Rock Steady recibió principalmente críticas positivas de la crítica musical contemporánea. La canción también cosechó éxitos para All Saints tanto en el Reino Unido como a escala internacional. Debutó en el número 11 de la lista de singles del Reino Unido y alcanzó el tercer puesto la semana siguiente. Se convirtió en el noveno éxito consecutivo de All Saints en el top 10 del Reino Unido. El sencillo también cosechó éxitos en las listas internacionales, alcanzando los 10 primeros puestos en la República Checa, Finlandia, Hungría y España, y los 40 primeros en otros países.
El videoclip fue dirigido por W.I.Z. y se estrenó el 30 de septiembre de 2006; en él aparece el grupo actuando como atracadores de bancos profesionales. Para promocionar la canción, All Saints interpretó la canción en directo en varios programas de televisión, como Ant & Dec's Saturday Night Takeaway, Popworld y Top of the Pops, y posteriormente fue interpretada en su gira Red Flag Tour (2016) y Testament Tour (2018).

## Antecedentes, lanzamiento y composición
All Saints anunció en enero de 2006 que el grupo se había reformado oficialmente tras su separación en 2001. El 20 de septiembre de 2006, el grupo reveló que el título de su "single de regreso" era Rock Steady y que se publicaría el 6 de noviembre, acompañado de dos caras B. Dope Noize y Do Me. La canción se estrenó en el programa The Chris Moyles Show de BBC Radio 1 el 21 de septiembre de 2006. En Australia se publicó un CD sencillo el 15 de enero de 2007.
La canción fue producida por Greg Kurstin, quien también interpretó todos los instrumentos de la canción y la grabó y mezcló en los Mayfair Studios de Londres. John Hudson fue su ayudante de grabación y Jasper Irm, Simon Hayes y Toshi Minesaki participaron en la ingeniería. Todos los coros de la canción son de Nicole Appleton y Natalie Appleton, miembros del grupo. Su masterización corrió a cargo de Geoff Pesche.
La canción está compuesta en la tonalidad de Re menor, el compás está establecido en tiempo común y se mueve a 136 pulsaciones por minuto. Rock Steady presenta un estilo musical diferente y nuevo en comparación con los temas anteriores de All Saints. Es una canción optimista que contiene elementos destacados de la música 2 tone, dance-pop, reggae fusion, rocksteady y ska, y fue descrita por el Huddersfield Daily Examiner como una canción con características musicales de "reggae pop descarado". La canción está construida en forma de verso-estribillo. La primera estrofa la canta Lewis y la segunda Nicole. Melanie Blatt dirige el octavo central de la canción junto con Natalie. Todas las estrofas se cantan en forma de llamada y respuesta, mientras que el estribillo lo cantan todos los miembros del grupo con Lewis a la cabeza.

### Polémica
Su lanzamiento estuvo rodeado de polémica por su sonido, después de que la cantante Cheryl, del también grupo británico (y rivales) Girls Aloud, acusara al single de All Saints de sonar como uno de los de Girls Aloud. En una entrevista con MTV UK, Blatt, miembro del grupo, respondió sarcásticamente a la acusación: "Jump (For My Love) es tan donde quiero estar [...] Sólo podemos aspirar y soñar con ser como ellas (Girls Aloud). Ojalá algún día lo consigamos. Por ahora, tendremos que conformarnos con copiarlas". En la misma entrevista, Nicole respondió: "Todas tenemos vagina. Eso es lo más parecido que hay". Lewis continuó diciendo que no le importa lo que piensen Girls Aloud, refiriéndose a ellas como "niñitas estúpidas". Lewis corroboró más tarde su referencia en otra entrevista, diciendo:

Nosotros [All Saints] decimos lo que queremos. Mientras seamos fieles y digamos lo que creemos, está bien. Lo mantengo y lo digo en serio. Si tú [Cheryl] dices cosas de la gente por cualquier otra razón tienes que tener cuidado porque te chocarás con ellos. Así que más vale que lo que digas vaya en serio. Somos cuatro mujeres luchadoras con mucha actitud. Tenemos confianza porque ya somos mayores. La gente se olvida de que no están hablando de Girls Aloud o Sugababes: somos mujeres de treinta y tantos años, así que ya no estamos mareadas. No es chulería, es madurez. La industria es tan falsa y lo sabemos, pero cuando eres más joven crees que es el todo y el fin.

Sin embargo, Sarah Harding, miembro de Girls Aloud, desmintió las informaciones sobre la disputa: "Se sacó de quicio, se tergiversó y ellas [All Saints] tomaron represalias. De hecho, me tomé una copa con Natalie Appleton y Liam Gallagher la semana pasada, ya que tenemos un amigo en común; sinceramente, todo va bien".

## Recepción de la crítica
John Murphy, de musicOMH, valoró positivamente la canción, afirmando que era un buen ejemplo de lo a gusto que sonaba el grupo con su nueva dirección. La calificó de "fresca y genial", y también elogió los coros de las hermanas Appleton, señalando que "encajan de maravilla". Matthew Chisling, de AllMusic, describió la canción como un "temazo" y un "sólido éxito bailable con grooves tentadores". M. H. Lo, de Stylus Magazine, calificó la canción con un nueve sobre diez, elogiando su "estribillo brillantemente insistente", así como su pista de acompañamiento, "la canción no se te irá de la cabeza mientras estés dispuesto a darle tres vueltas". La edad de oro de las girl bands británicas recibe refuerzos". Hamish Champ, de Virgin Media, mencionó que "uno no puede evitar sentir que el cuarteto ha tomado la decisión consciente de adentrarse en el territorio de Girls Aloud". Leon McDermott, del Sunday Herald, también hizo una crítica positiva de la canción, diciendo: "Una versión actualizada del sonido que hicieron suyo, que añade guiños descarados al two tone de inspiración jamaicana, al ska y al rock steady, el género que da título a su skanking y saltarín single de regreso".
Sin embargo, la canción también recibió críticas. Mickey McMonagle, del Sunday Mail, dijo que había "demasiado del viejo sonido de Girls Aloud en este single de regreso como para entusiasmarme demasiado", y que esperaba algo más fresco y emocionante para el regreso del grupo. Paul Connolly, del Evening Standard, mencionó que la canción "huele a cinismo, sin embargo. Suena como una mezcla 50/50 del dinamismo pop de Girls Aloud y el R&B de tienda de segunda mano de Sugababes. Realmente no hace justicia a las chicas". Completó su crítica de la canción diciendo que no era "una canción terrible - es sólo un poco sin sentido". Fraser McAlpine del BBC Chart Blog dio al single una calificación de dos estrellas, comentando que "los Saints están actuando bastante diabólicamente en pellizcar aproximadamente el 98,3% de su sonido, y añadiendo todas las letras sin sentido de todas las canciones de bandas de chicas de todos los tiempos".

## Videoclip
El rodaje del vídeo musical de Rock Steady se llevó a cabo en Cuba, y precisó de semanas de planificación: reserva de vuelos para todo el personal, contratación de equipos y organización de localizaciones. Sin embargo, All Saints no pudieron viajar juntos en primera clase a Cuba, sino que tuvieron que ir en vuelos separados o sentarse en clase turista, por lo que el rodaje del vídeo musical se trasladó a Bucarest (Rumanía) a expensas de Parlophone Records, que también dirigió el vídeo del single del grupo de 1998 War of Nerves. El vídeo también fue producido por Laura Kanerick. Se estrenó en exclusiva a través de Yahoo Launch el 30 de septiembre de 2006.
El vídeo musical está ambientado en blanco y negro, con ocasionales rayas de color amarillo o rojo visibles para dar énfasis dramático. Comienza con un rápido primer plano consecutivo de cada miembro del grupo. Natalie, la primera, con el pelo recogido y gafas de sol negras, se da la vuelta. Lewis, la segunda, lleva el pelo suelto y se quita las gafas de sol. Nicole, la tercera, lleva un sombrero negro inclinado y un velo sobre la cara. Blatt, la última, lleva un gorro negro de estilo europeo con el pelo rizado a volumen y aparece durante todo el vídeo leyendo Diario del ladrón, de Jean Genet. A continuación, la escena se centra en el ambiente que se respira en el exterior de un banco ficticio llamado "La Banca dei Fortunati", mientras las chicas empiezan a llegar. El nombre del director del banco es "Benito Berlusconi".
La escena se desplaza entonces a un cajero automático donde se ve salir dinero. Lewis y Nicole entran en el banco con látigos en la mano. Natalie entra por otra puerta con las gafas en la cabeza. Con la seguridad a su alrededor, Natalie se hace la inocente fingiendo que se está maquillando mientras espera a que Nicole y Lewis lleven a cabo el robo. Entonces se ve a estos últimos sentados en una mesa haciendo un trato con los directivos del banco. En ese momento, Natalie vuelve a salir y se pone las gafas de sol. Se queda mirando a uno de los guardias de seguridad mientras la sangre empieza a gotear de sus ojos por debajo de las gafas de sol hasta el punto de que el suelo se amplía en un círculo de sangre antes de que la pantalla parpadee en rojo. En otra escena, Nicole se quita el sombrero y empieza a arrastrarse para escapar del banco mientras Blatt espera fuera. Natalie y Lewis se encuentran ahora en la zona del banco, donde utilizan un látigo para asustar a los civiles, que levantan las manos y empiezan a hacer un baile casi robótico. El grupo escapa en una motocicleta y un coche.

## Posición en listas
| Listas (2006)                       | Posición más alta |
| ----------------------------------- | ----------------- |
| Alemania (Official German Charts)   | 40                |
| Australia (ARIA Charts)             | 98                |
| Austria (Ö3 Austria Top 40)         | 20                |
| Bélgica (Ultratop 50 - Flandes)     | 42                |
| Bélgica (Ultratop 50 - Valonia)     | 4                 |
| Dinamarca (Hitlisten)               | 19                |
| Escocia (Official Charts Company)   | 5                 |
| Eslovaquia (Rádio Top 100)          | 12                |
| España (PROMUSICAE)                 | 10                |
| Finlandia (Suomen virallinen lista) | 10                |
| Hungría (Rádiós Top 40)             | 5                 |
| Irlanda (IRMA)                      | 15                |
| Italia (FIMI)                       | 16                |
| Nueva Zelanda (Recorded Music NZ)   | 38                |
| Países Bajos (Nederlandse Top 40)   | 38                |
| Países Bajos (Dutch Single Top 100) | 52                |
| Reino Unido (UK Singles Chart)      | 3                 |
| República Checa (Rádio – Top 100)   | 8                 |
| Suecia (Sverigetopplistan)          | 41                |
| Suiza (Schweizer Hitparade)         | 37                |